# Nuestra Señora de la Encarnación (1649)
Il galeone Nuestra Señora de la Encarnación andò perso per naufragio il 2 ottobre 1640 a Bulan, Sorsogon, sull'isola di Luzon, investito da un tifone.

## Storia
Con la decisione di far partire i galeoni diretti ad Acapulco dal porto di Lampón invece che da Manila, assunta dal governatore delle Filippine Sebastián Hurtado de Corcuera al fine di proteggere le navi dalle incursioni portate dai corsari olandesi, nel 1642 il Nuestra Señora de la Encarnación (Capitana) e  Nuestra Señora del Rosario (Almiranta), effettuarono la traversata transpacifica senza problemi, rientrando in quel porto l'anno successivo per scaricarvi in loco l'argento. Tale decisione fu comunicata al re Filippo IV di Spagna in una lettera indirizzata a lui dagli ufficiali della Real Audiencia di Manila nel luglio 1643, giustificandola con l'obbligo del governatore stesso di proteggere i commerci marittimi e mantenere aperte le vie di comunicazione marittima da cui dipendevano per la difesa della Colonia. Il nuovo ancoraggio di Lampón venne visitato personalmente dal governatore, che si assicurò fosse adatto allo scarico e al carico dei galeoni. Nel 1643 Hurtado de Corcuera dispose nuovamente che le navi partissero verso Acapulco da Lampón, ma alcuni forti temporali costrinsero la Capitana a rientrare nel porto di partenza, mentre la Almiranta arrivò regolarmente ad Acapulco. Nel 1645 il Nuestra Señora del Rosario intraprese il viaggio di ritorno nelle Filippine, ma quando fu vicino alla costa orientale di Luzon, una tempesta proveniente da nord la colpì, e il suo capitano venne costretto a rifugiarsi, per mettere al sicuro l'argento, in una baia di Cabo del Engaño, nell'estremo nord-est della provincia di Cagayan.
Quando le condizioni del mare lo permisero il galeone riprese la navigazione dirigendosi a Cavite, dove gettò l'ancora. Su questa nave arrivò nelle Filippine il nuovo governatore, Diego Fajardo Chacón che, insediatosi nell'agosto del 1644, confermò l'ordine del suo predecessore di far partire le navi dirette verso Acapulco da Lampón, dove nel frattempo si era costruito tutto il necessario per la movimentazione delle navi.
Nel luglio 1645 i galeoni Nuestra Señora de la Encarnación il Nuestra Señora del Rosario, al comando del generale capitano Lorenzo de Orella y Ugalde arrivarono dal Messico al porto di Lampón, trasportando merci per ricostituire le esaurite risorse delle Filippine. A bordo di uno dei due galeoni vi era il nuovo arcivescovo di Manila, Fernando Montero de Espinosa il quale, colpito da una febbre emorragica, morì prima di sbarcare. 
L'anno successivo i due galeoni vennero militarizzati per decisione del governatore Diego Fajardo Chacón dopo un consiglio di guerra, parteciparono alle cinque battaglie di La Naval de Manila (15 marzo-4 ottobre 1646) contro le forze navali olandesi dell'ammiraglio Maarten Gerritsz Vries distinguendosi brillantemente.  Nel corso della guerra contro gli olandesi il Nuestra Señora de la Encarnación divenne nave ammiraglia del comandante in capo della flotta spagnola, il generale capitano Lorenzo de Orella y Ugalde, mentre Sebastain Lopez fu posto al comando del Nuestra Señora del Rosario.
Dopo la firma del trattato di pace con gli olandesi, mentre il Nuestra Señora del Rosario fu radiato e demolito, il galeone Nuestra Señora de la Encarnación intraprese un altro viaggio verso Acapulco, salpando da Cavite il 12 maggio 1648 e arrivando a destinazione il 12 dicembre.
Salpò per il viaggio di ritorno per le Filippine il 1 aprile 1649, al comando del generale capitano Don Lopez Colindrico. Giunto nelle Filippine, il 29 giugno il galeone arrivò a Capo Espiritu Santo, carico di metalli preziosi, e venne ancorato a Bulan, Sorsogon, sull'isola di Luzon, al fine di impedirne la cattura da parte degli olandesi che lo aspettavano nello "Embocadero" (stretto di San Bernardino). Il 2 ottobre 1649 la nave venne investita da una tempesta che lo fece incagliare andando definitivamente perduta, con la perdita di 200 uomini tra membri dell'equipaggio e passeggeri, tra cui un alto magistrato. Fu comunque possibile recuperarne parte del carico e della struttura, e tutti i cannoni. Il padre agostiniano Casimiro Diaz affermò senza mezzi termini che il naufragio era avvenuto perché la nave aveva lasciato Acapulco troppo tardi e aveva perso la stagione migliore per la traversata.
Il relitto del  Nuestra Señora de la Encarnación venne investigato una sola volta, tra il dicembre 1985 e il gennaio 1986, da parte di un team composto da tre membri del personale dell'UAU del Museo Nazionale delle Filippine insieme a un gruppo di privati che fornirono la logistica per il progetto. I subacquei condussero una serie di immersioni con decompressione nel sito segnalato, che trova a circa 4,5 km dalla costa occidentale di Bulan, Sorsogon. È profondo 49 metri con una forte corrente sottomarina. Le assi di legno sono state esposte dopo aver rimosso meno di un metro di sabbia utilizzando un apposito strumento. In cima alle assi c'erano delle pietre appartenenti alla zavorra. Il progetto non è stato completato a causa del maltempo.